# Джойнт маркетинг
«Джойнт маркетинг» — спільні підприємства з реалізації технологій двох партнерів або сумісно утвореної технології. Здебільшого основою для утворення підприємств подібного типу є укладені раніше між партнерами ліцензійні угоди. Вказані підприємства займаються також збутом продукції, яка випускається на основі технологій країн-учасниць.